# SCORE
SCORE (skrót od ang. Signal Communication by Orbiting RElay – komunikacja sygnałowa poprzez orbitujący przekaźnik) – pierwszy sztuczny satelita, który przekazał z orbity na Ziemię ludzki głos. Był protoplastą satelitów komunikacyjnych i pierwszym statkiem kosmicznym o przeznaczeniu ściśle praktycznym. Amerykański statek zbudowany dla rządowej agencji wojskowej DARPA. Przez 13 dni, poprzez radiowe fale krótkie, przekazywał na Ziemię nagrane na taśmie świąteczne przesłanie prezydenta USA Eisenhowera. Udowodnił tym samym, że możliwe jest przekazywanie sygnałów radiowych z orbity okołoziemskiej i ich odbiór przez wiele odbiorników naziemnych w niemal dowolnym punkcie globu.
Pierwsze w historii ludzkie słowa nadane z kosmosu brzmiały: 
„Mówi Prezydent Stanów Zjednoczonych. Dzięki niesamowitemu postępowi nauki, mój głos dociera do Was z satelity krążącego w przestrzeni kosmicznej. Moje przesłanie jest proste: poprzez to niezwykłe medium przekazuję Wam i całej ludzkości amerykańskie życzenie o pokoju na Ziemi i pomyślności dla wszystkich ludzi”.

## Historia
Szef ARPA (Agencja Zaawansowanych projektów Badawczych) (w angielskim skrócie ARPA) Roy Johnson w czerwcu 1958 roku, po wystrzeleniu Sputnika 3 poleciał do San Diego, do siedziby Convaira i na spotkaniu z jej zarządem zaproponował wysłanie w kosmos coś dużego.  Jeden z dyrektorów oświadczył żeby wysłać całego Atlasa. Cały projekt miał pozostać w tajemnicy. O całym przedsięwzięciu wiedziało tylko osiemdziesiąt osiem osób.Pod koniec listopada 1958 roku Atlas wystrzelony z przylądka Canaveral przeleciał 10 000 kilometrów i opadł na południowym Atlantyku niedaleko Wyspy Świętej Heleny. Trzy tygodnie później nastąpił lot na orbitę. Misję nazwano „SCORE” –„WYNIK”.

## Budowa i działanie
Satelita SCORE został zaprojektowany, i w znacznej mierze zbudowany, przez wojskowy ośrodek Signal Research and Development Laboratory w Fort Monmouth, w stanie New Jersey, pod kierownictwem Kennetha Mastermana-Smitha, wojskowego inżyniera rozwoju komunikacji. Ładunek, o masie 68 kg, został umieszczony na stałe w ostatnim członie rakiety nośnej Atlas B. Wraz z nim osiągnął orbitę. Na pokładzie oprócz magnetofonu umieszczono nadajnik i odbiornik radiowy. Tajemnica otaczająca misję została utrzymana aż do chwili startu: nawet obsługa startowa nie wiedziała, jaki jest cel startu rakiety. Kiedy zauważyli, że rakieta leci nie w tę stronę, co zwykle, zawołali do oficera bezpieczeństwa, żeby ja zniszczył. Odmówił, należał do tych osiemdziesięciu ośmiu wtajemniczonych.
Teraz Amerykanie mogli być dumni. Ogłoszono, że Stany Zjednoczone wysłały na orbitę sztucznego satelitę o masie 3870 kilogramów. W rzeczywistości nie było zupełnie tak. Masa wyposażenia wyniosła około 100 kilogramów, resztę stanowiła rakieta nośna, będąca pusta metalową skorupą.     